# Dale Bumpers

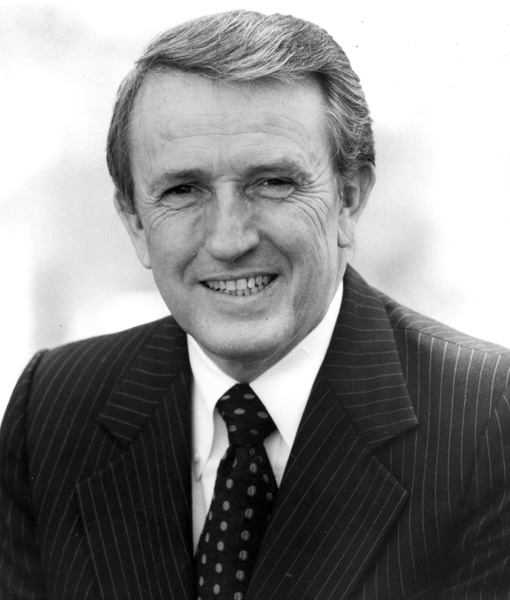
Dale Bumpers

Dale Leon Bumpers (12 augustus 1925, Charleston (Arkansas) – 1 januari 2016, Little Rock (Arkansas)) was een Amerikaanse politicus die diende als de 38e gouverneur van Arkansas (van 1971 tot 1975) en aansluitend tot 1999 in de Senaat van de Verenigde Staten. Hij was een lid van de Democratische Partij.

## Vroege jaren
Dale Bumpers ging naar school in de staat waar hij geboren is en studeerde op de University of Arkansas. Tijdens de Tweede Wereldoorlog diende hij in het Amerikaanse korps mariniers. Na de oorlog studeerde hij rechten aan de Northwestern-universiteit in Illinois. Bumpers opende in 1952 een kleine advocatenpraktijk in zijn woonplaats Charleston. In 1968 werd hij benoemd tot rechter. In 1970 deed hij een aanvraag tot nominatie als Democratische gouverneurskandidaat. Hij moest het opnemen tegen de voormalige gouverneur Orval Faubus. Hij versloeg Faubus in de democratische voorverkiezingen en slaagde er ook in de werkelijke verkiezingen te winnen van de zittende gouverneur, de Republikein Winthrop Rockefeller.

## Gouverneur van Arkansas
Dale Bumpers betrok zijn nieuwe functie op 12 januari 1971 en werd in 1972 herkozen tot 3 januari 1975. Als gouverneur zette hij zich met zijn vrouw Betty Bumpers in voor een kindervaccin tegen verschillende ziekten. In zijn tijd werd het bestuur gereorganiseerd, een nieuwe belastingwet aangenomen, lerarensalarissen verbeterd en een consumentenbeschermingsorganisatie opgericht. Daarnaast zijn de staatsparken uitgebreid. Hij voerde campagne voor een verbeterd onderwijsbeleid en een hervorming van het gevangenissysteem. In 1974 werd hij gekozen tot lid van de Amerikaanse Senaat. Om deze reden trad hij kort voor het einde van zijn termijn als gouverneur af. Als gouverneur wordt hij beschouwd als een vertegenwoordiger van een nieuwe generatie politici in het zuiden, waaronder ook Jimmy Carter in Georgia en iets later Bill Clinton, ook in Arkansas.

## Verdere CV
Tussen 1975 en 1999 was Bumpers lid van de Amerikaanse Senaat in Washington. Daar werkte hij in verschillende commissies en voerde hij opnieuw campagne voor de vaccinatie tegen ziekten zoals mazelen, bof en andere ziekten. Hij was een aanhangige en vriend van voormalig president Clinton. Hij was sinds 1949 getrouwd met Betty Bumpers, met wie hij drie kinderen kreeg. Voor de organisatie van vaccinatiecampagnes voor kinderen in de VS ontvingen hij en zijn vrouw de Maxwell Finland Award.